# Ewald Ivanschitz
Ewald Ivanschitz (* 22. September 1953 in Eisenstadt; † 11. August 2014) war ein österreichischer Klarinettist und Musikpädagoge.

## Leben und Karriere
Ewald Ivanschitz erhielt seinen ersten Klarinettenunterricht 1963 bei Rudolf Hausmann und erlernte zunächst den Beruf des Kfz-Mechanikers. Während seiner Militärzeit begann er mit dem Klarinettenstudium am Joseph-Haydn-Konservatorium des Landes Burgenland, welches er bei Alfred Prinz an der Musikhochschule Wien fortsetzte und 1979 mit Diplom abschloss. 1980 erhielt er die Lehrbefähigung, 1986 graduierte er zum Magister artium.
Ab 1979 unterrichtete er am Joseph-Haydn-Konservatorium in Eisenstadt und leitete bis zu seinem Tod eine Ausbildungsklasse für Klarinette, Saxophon und Kammermusik und als Vorstand die Abteilung VI / Blasinstrumente und Schlagwerk. Zu seinen Schülern zählte Heinz-Peter Linshalm vom Duo Stump-Linshalm.

Er war unter anderem langjähriges Mitglied beim Kammerorchester Joseph Haydn in Eisenstadt und beim Wiener-Opernball-Orchester sowie beim Trio-Eisenstadt. Außerdem wirkte er beim Tonkünstler-Orchester Niederösterreich und den Seefestspielen Mörbisch mit. Soloauftritte hatte er mit dem Haydn-Orchester, dem Haydn-Quartett und dem Philharmonischen Orchester Győr. Tourneen brachten ihn nach Japan, Korea, Taiwan und Malaysia, außerdem wirkte er bei Platten- und Rundfunkaufnahmen mit.

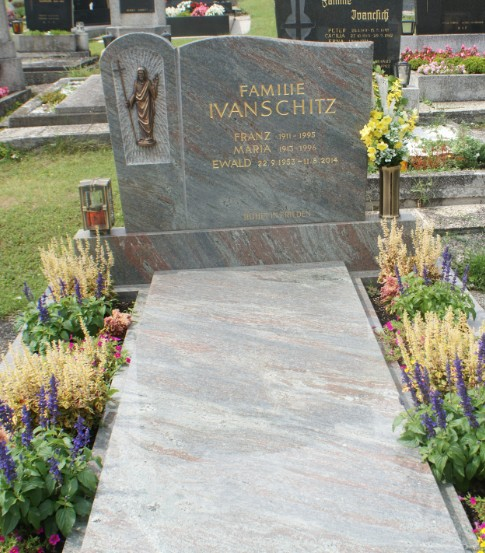
Grabstätte von Ewald Ivanschitz

Für das ORF-Landesstudio Burgenland war er 30 Jahre lang als freier Mitarbeiter als Aufnahmeleiter bei Blasmusikproduktionen und Frühschoppenübertragungen tätig.
Ivanschitz komponierte unter anderem Polkas, Medleys, Dixies, Märsche und Walzer.
Er war der Vater von drei Söhnen, Martin (* 1975), Clemens (* 1980) und Andreas (* 1983), die allesamt als Fußballspieler auch im Profibereich aktiv waren.
Er wurde im Familiengrab auf dem Friedhof Baumgarten, Bezirk Mattersburg beigesetzt.